# Hacettepe Üniversitesi Spor Kulübü
L'Hacettepe Üniversitesi Spor Kulübü è una società cestistica avente sede ad Ankara, in Turchia. Fondata nel 1982, gioca nel campionato turco.
Disputa le partite interne nella Ankara Arena, che ha una capacità di 13.000 spettatori.